# Neoitamus impudicus
Neoitamus impudicus är en tvåvingeart som först beskrevs av Gerstaecker 1861.  Neoitamus impudicus ingår i släktet Neoitamus och familjen rovflugor. Inga underarter finns listade i Catalogue of Life.